# عبدالله هل باکی
عبدالله هل باکی (زاده ۱ اوت ۱۹۸۹) یک ورزشکار تیراندازی بنگلادشی است. او در رشته تفنگ بادی ۱۰ متر مردان در بازی‌های المپیک تابستانی ۲۰۱۶ شرکت کرد. قبل از بازی‌های المپیک او همچنین مدال نقره بازی‌های مشترک المنافع ۲۰۱۴ را به دست آورد. او همچنین مدال برنز را در بازی‌های مشترک المنافع ۲۰۱۰ به دست آورد.
عبدالله هل باکی همچنین پرچمدار بنگلادش در بازی‌های مشترک المنافع ۲۰۱۸ در مراسم افتتاحیه رژه ملل بازی‌های مشترک المنافع ۲۰۱۸ بود. او همچنین پس از کسب مدال نقره در ماده ۱۰ متر تفنگ بادی مردان، اولین مدال این کشور را در بازی‌های مشترک المنافع ۲۰۱۸ کسب کرد.